# Megaxenus bioculatus
Megaxenus bioculatus là một loài bọ cánh cứng trong họ Aderidae. Loài này được Lawrence in Lawrence, Kistner & Pasteels miêu tả khoa học năm 1990.